# Liga Narodów CONCACAF 2019/2020 (eliminacje)
W eliminacjach do Ligi Narodów 2019/2020 i Złotego Pucharu 2019 wzięło udział 34 zespoły ze strefy CONCACAF. W kwalifikacjach nie uczestniczą drużyny zakwalifikowane do rundy finałowej eliminacji do MŚ 2018 oraz Gwatemala, która została zdyskwalifikowana.

## Zasady
W eliminacjach wzięły udział wszystkie kraje członkowskie CONCACAF z wyjątkiem zespołów zakwalifikowanych do rundy finałowej eliminacji do MŚ 2018 (Meksyk, Kostaryka, Panama, Honduras, USA oraz Trynidad i Tobago) i zdyskwalifikowanej Gwatemali. Drużyny uczestniczące zostały podzielone na cztery koszyki. Koszyki A i D miały po 8 reprezentacji, a koszyki B i C po 9. Każda drużyna rozegrała 4 mecze, z jedną drużyną z każdego koszyka (w tym też ze swojego). Jednak po podziale zawsze zostawałaby nierozstawiona drużyna z koszyku B i C. Dlatego w każdej kolejce wystąpił jeden mecz z wymieszanymi z po jednym zespole z tych koszyków. Po czterech kolejkach utworzona została tabela. Drużyny z miejsc 1.-6. kwalifikują się do dywizji A i na Złoty Puchar CONCACAF 2019. Zespoły z miejsc 7.-10. dostały się do dywizji B i Złotego Pucharu CONCACAF 2019, a z miejsc 11.-22. tylko do dywizji B. Reprezentacje z miejsc 23.-34. zagrają w dywizji C.

## Koszyki
34 zespoły zostały podzielone na cztery koszyki według rankingu CONCACAF. Liczba w nawiasie oznacza miejsce w rankingu w momencie rozstawienia.
| Koszyk 1 | Koszyk 2 | Koszyk 3 | Koszyk 4 |
| --- | --- | --- | --- |
| Jamajka (6) Kanada (7) Haiti (9) Salwador (10) Martynika (12) Kuba (13) Gujana Francuska (14) Gwadelupa (15) | Nikaragua (16) Saint Kitts i Nevis (17) Curaçao (18) Surinam (19) Antigua i Barbuda (20) Dominikana (21) Bermudy (22) Gujana (23) Belize (24) | Bonaire (25) Grenada (26) Saint Vincent i Grenadyny (27) Saint Lucia (28) Barbados (29) Portoryko (30) Bahamy (31) Dominika (32) Aruba (33) | Kajmany (34) Turks i Caicos (35) Montserrat (36) Wyspy Dziewicze Stanów Zjednoczonych (37) Saint-Martin (38) Sint Maarten (39) Anguilla (40) Brytyjskie Wyspy Dziewicze (41) |

## Tabela
|  | Awans do dywizji A oraz Złotego Pucharu. |
|  | Awans do dywizji B oraz Złotego Pucharu. |
|  | Awans do dywizji B.                      |
|  | Awans do dywizji C.                      |

| Poz | Zespół                               | Pkt | M | W | R | P | Br+ | Br− | +/− |
| --- | ------------------------------------ | --- | - | - | - | - | --- | --- | --- |
| 1.  | Haiti                                | 12  | 4 | 4 | 0 | 0 | 19  | 2   | +17 |
| 2.  | Kanada                               | 12  | 4 | 4 | 0 | 0 | 18  | 1   | +17 |
| 3.  | Martynika                            | 12  | 4 | 4 | 0 | 0 | 10  | 2   | +8  |
| 4.  | Curaçao                              | 9   | 4 | 3 | 0 | 1 | 22  | 2   | +20 |
| 5.  | Bermudy                              | 9   | 4 | 3 | 0 | 1 | 17  | 4   | +13 |
| 6.  | Kuba                                 | 9   | 4 | 3 | 0 | 1 | 15  | 2   | +13 |
| 7.  | Gujana                               | 9   | 4 | 3 | 0 | 1 | 14  | 3   | +11 |
| 8.  | Jamajka                              | 9   | 4 | 3 | 0 | 1 | 12  | 3   | +9  |
| 9.  | Nikaragua                            | 9   | 4 | 3 | 0 | 1 | 9   | 2   | +7  |
| 10. | Salwador                             | 9   | 4 | 3 | 0 | 1 | 7   | 2   | +5  |
| 11. | Montserrat                           | 9   | 4 | 3 | 0 | 1 | 6   | 3   | +3  |
| 12. | Surinam                              | 7   | 4 | 2 | 1 | 1 | 8   | 2   | +6  |
| 13. | Saint Lucia                          | 7   | 4 | 2 | 1 | 1 | 7   | 4   | +3  |
| 14. | Dominika                             | 7   | 4 | 2 | 1 | 1 | 6   | 5   | +1  |
| 15. | Saint Kitts i Nevis                  | 6   | 4 | 2 | 0 | 2 | 11  | 3   | +8  |
| 16. | Dominikana                           | 6   | 4 | 2 | 0 | 2 | 9   | 4   | +5  |
| 17. | Belize                               | 6   | 4 | 2 | 0 | 2 | 6   | 3   | +3  |
| 18. | Antigua i Barbuda                    | 6   | 4 | 2 | 0 | 2 | 10  | 8   | +2  |
| 19. | Gujana Francuska                     | 6   | 4 | 2 | 0 | 2 | 8   | 6   | +2  |
| 20. | Saint Vincent i Grenadyny            | 6   | 4 | 2 | 0 | 2 | 5   | 6   | -1  |
| 21. | Grenada                              | 6   | 4 | 2 | 0 | 2 | 7   | 14  | -7  |
| 22. | Aruba                                | 4   | 4 | 1 | 1 | 2 | 5   | 6   | -1  |
| 23. | Gwadelupa                            | 4   | 4 | 1 | 1 | 2 | 3   | 7   | -4  |
| 24. | Turks i Caicos                       | 4   | 4 | 1 | 1 | 2 | 5   | 23  | -18 |
| 25. | Barbados                             | 3   | 4 | 1 | 0 | 3 | 3   | 7   | -4  |
| 26. | Bonaire                              | 3   | 4 | 1 | 0 | 3 | 3   | 14  | -11 |
| 27. | Wyspy Dziewicze Stanów Zjednoczonych | 3   | 4 | 1 | 0 | 3 | 3   | 16  | -13 |
| 28. | Sint Maarten                         | 3   | 4 | 1 | 0 | 3 | 4   | 30  | -26 |
| 29. | Kajmany                              | 1   | 4 | 0 | 1 | 3 | 1   | 9   | -8  |
| 30. | Brytyjskie Wyspy Dziewicze           | 1   | 4 | 0 | 1 | 3 | 3   | 13  | -10 |
| 31. | Anguilla                             | 1   | 4 | 0 | 1 | 3 | 1   | 15  | -14 |
| 32. | Bahamy                               | 1   | 4 | 0 | 1 | 3 | 1   | 15  | -14 |
| 33. | Portoryko                            | 0   | 4 | 0 | 0 | 4 | 0   | 5   | -5  |
| 34. | Saint-Martin                         | 0   | 4 | 0 | 0 | 4 | 5   | 22  | -17 |

## Wyniki

### Kolejka 1
| 6 września 2018 | Dominika | 0:0   | Surinam |                                                                           |
| 22:00 CEST      |          | (0:0) |         | Stade René Serge Nabajoth, Les Abymes (Gwadelupa) Sędzia: Tristley Bassue |

| 7 września 2018 | Gujana               | 3:0 (wo.) | Barbados      |                                                                      |
| 01:00 CEST      | Bobb 46' · Danns 78' |           | 65', 73' Hope | Synthetic Track and Field Facility, Leonora Sędzia: William Anderson |

| 7 września 2018 | Anguilla | 0:5   | Gujana Francuska                                                    |                                                                      |
| 22:00 CEST      |          | (0:3) | 15' Lauristin · 29' Torvic · 38' (k.) Éric · 55' Issorat · 83' Rino | Raymond E. Guishard Technical Centre, The Valley Sędzia: Karl Tyrell |

| 8 września 2018 | Antigua i Barbuda | 0:3   | Saint Lucia                              |                                                                  |
| 00:00 CEST      |                   | (0:0) | 50' Williams · 67' Remy · 90' Macfarlane | Sir Vivian Richards Stadium, North Sound Sędzia: Sherwin Johnson |

| 8 września 2018 | Belize                                              | 4:0   | Bahamy |                                                      |
| 02:00 CEST      | McCaulay 40' · Miller 44' (sam.) · Lopez 80', 90+5' | (2:0) |        | Isidoro Beaton Stadium, Belmopan Sędzia: Marcos Brea |

| 8 września 2018 | Saint Vincent i Grenadyny | 0:2   | Nikaragua              |                                                  |
| 21:00 CEST      |                           | (0:2) | 27' Niño · 39' Barrera | Arnos Vale Stadium, Kingstown Sędzia: Reon Radix |

| 8 września 2018 | Kuba                                                                                                  | 11:0  | Turks i Caicos |                                                      |
| 22:30 CEST      | Paradela 7', 36', 49' · Morris 32', 83' · Baquero 35', 45' · Santa Cruz 52', 54' · Caballero 65', 77' | (5:0) |                | Estadio Pedro Marrero, Hawana Sędzia: Kevin Morrison |

| 9 września 2018 | Montserrat | 1:2   | Salwador            |                                                       |
| 01:00 CEST      | Taylor 38' | (1:0) | 62', 90+4' Ó. Cerén | Blakes Estate Stadium, Look Out Sędzia: Sherwin Moore |

| 9 września 2018 | Wyspy Dziewicze Stanów Zjednoczonych | 0:8   | Kanada                                                                            |                                                   |
| 22:00 CEST      |                                      | (0:5) | 6' Osorio · 9', 45' Cavallini · 32', 37' David · 50' Jr. Hoilett · 60', 80' Larin | IMG Academy, Bradenton (USA) Sędzia: Moeth Gaymes |

| 9 września 2018 | Bonaire | 0:5   | Dominikana                                        |                                                                        |
| 22:00 CEST      |         | (0:0) | 66', 75', 88' Peralta · 86' López · 90+1' Heredia | Ergilio Hato Stadium, Willemstad (Curaçao) Sędzia: Patrick Senecharles |

| 10 września 2018 | Aruba                                      | 3:1   | Bermudy   |                                                                 |
| 00:00 CEST       | Gomez 7' · Baten 11' (k.) · de Gouveia 50' | (2:1) | 21' Smith | Ergilio Hato Stadium, Willemstad (Curaçao) Sędzia: Sergio Reyna |

| 10 września 2018 | Saint Kitts i Nevis | 1:0   | Portoryko |                                                                   |
| 02:00 CEST       | Panayiotou 90+1'    | (0:0) |           | Warner Park Sporting Complex, Basseterre Sędzia: Johannes Dolaini |

| 10 września 2018 | Jamajka                           | 4:0   | Kajmany |                                                 |
| 02:00 CEST       | Mattocks 2', 58' · Burke 35', 66' | (2:0) |         | Independence Park, Kingston Sędzia: Bryan López |

| 11 września 2018 | Haiti | 13:0  | Sint Maarten |                                                            |
| 00:30 CEST       | Pierrot 1', 72' · Nazon 19', 35', 42', 61', 64' · Forsythe 26' (sam.) · Hérold Jr. 47' · Arcus 59' · Etienne 76' · Mustivar 86' · Louis 88' | (5:0) |              | Stade Sylvio Cator, Port-au-Prince Sędzia: Nitzar Sandoval |

| 11 września 2018 | Curaçao | 10:0  | Grenada |                                                    |
| 02:00 CEST       | Hooi 11' · C. Martina 19' · Kuwas 23' · Bacuna 53', 68' · Janga 59', 84', 88' · Nepomuceno 63' · Leuteria 90+1' | (3:0) |         | Ergilio Hato Stadium, Willemstad Sędzia: Hugo Cruz |

| 11 września 2018 | Saint-Martin | 0:3   | Gwadelupa                            |                                                                                      |
| 22:00 CEST       |              | (0:2) | 7' David · 27' Gendrey · 65' Passape | Raymond E. Guishard Technical Centre, The Valley (Anguilla) Sędzia: Ricangel de Leça |

| 17 października 2018 | Martynika                               | 4:0   | Brytyjskie Wyspy Dziewicze |                                                               |
| 01:00 CEST           | Parsemain 65', 90+1' · Biron 83', 90+2' | (0:0) |                            | Stade d’Honneur de Dillon, Fort-de-France Sędzia: Jorge Pérez |

### Kolejka 2
| 12 października 2018 | Gujana Francuska | 0:1   | Saint Vincent i Grenadyny |                                                                         |
| 01:30 CEST           |                  | (0:0) | 60' (k.) Solomon          | Stade Municipal Dr. Edmard Lama, Remire-Montjoly Sędzia: Ismael Cornejo |

| 12 października 2018 | Wyspy Dziewicze Stanów Zjednoczonych | 0:5   | Curaçao                                                                         |                                                     |
| 22:00 CEST           |                                      | (0:2) | 29' Janga · 33' Nepomuceno · 53' (k.) Bacuna · 55' (sam.) Greene · 89' Martinus | IMG Academy, Bradenton (USA) Sędzia: Jamar Springer |

| 13 października 2018 | Bahamy | 0:6   | Antigua i Barbuda                                                     |                                                     |
| 00:00 CEST           |        | (0:4) | 12' (k.), 43' (k.), 77' Weston · 15' Byers · 40', 68' Jahraldo-Martin | Thomas Robinson Stadium, Nassau Sędzia: Raúl Castro |

| 13 października 2018 | Bermudy | 12:0  | Sint Maarten |                                                     |
| 00:30 CEST           | Lambe 10' (k.), 17', 84' · Simmons 13' · Lewis 28', 40', 88' · Ming 37' · Bascome 43' · Evans 52' · Tyrell 62' · Leverock 73' | (7:0) |              | Stadion Narodowy, Hamilton Sędzia: Daneon Parchment |

| 13 października 2018 | Dominikana                            | 3:0   | Kajmany |                                                                      |
| 02:00 CEST           | Bonnín 21' · Rodríguez 25' · Peña 76' | (2:0) |         | Estadio Cibao FC, Santiago de los Caballeros Sędzia: Carl-Henry Elie |

| 13 października 2018 | Grenada | 0:2   | Kuba                          |                                                        |
| 02:00 CEST           |         | (0:1) | 21' Paradela · 65' Santa Cruz | Stadion Narodowy, Saint George’s Sędzia: Juan Calderón |

| 13 października 2018 | Turks i Caicos | 0:8   | Gujana                                                                      |                                                               |
| 22:00 CEST           |                | (0:5) | 7', 37', 45' Holder · 20', 69', 81' (k.) Welshman · 45+2' Bobb · 77' Daniel | TCIFA National Academy, Providenciales Sędzia: Oliver Vergara |

| 13 października 2018 | Portoryko | 0:1   | Martynika     |                                                               |
| 22:00 CEST           |           | (0:1) | 47' Parsemain | Juan Ramón Loubriel Stadium, Bayamón Sędzia: Héctor Rodríguez |

| 14 października 2018 | Surinam                                                 | 5:0   | Brytyjskie Wyspy Dziewicze |                                                          |
| 00:30 CEST           | Rijssel 23', 76' · Elshot 43' · Fer 66' · Comvalius 82' | (2:0) |                            | André Kamperveen Stadion, Paramaribo Sędzia: Bryan López |

| 14 października 2018 | Salwador                               | 3:0   | Barbados |                                                         |
| 04:00 CEST           | Bonilla 22' · Baires 43' · Mayen 90+2' | (2:0) |          | Estadio Cuscatlán, San Salvador Sędzia: Gladwyn Johnson |

| 14 października 2018 | Saint-Martin | 0:10  | Saint Kitts i Nevis                                                                                           |                                                                           |
| 22:00 CEST           |              | (0:6) | 6', 12', 64' Harris · 16' Noubon · 26', 81' Panayiotou · 30', 90+1' Wharton · 38' Sterling-James · 77' Rogers | Raymond E. Guishard Technical Centre, The Valley Sędzia: William Anderson |

| 15 października 2018 | Montserrat     | 1:0   | Belize |                                                     |
| 00:00 CEST           | Weir-Daley 74' | (0:0) |        | Blakes Estate Stadium, Lookout Sędzia: Edgar Rangel |

| 15 października 2018 | Bonaire | 0:6   | Jamajka                                                            |                                                                  |
| 00:00 CEST           |         | (0:2) | 14' Burke · 43', 51' Morris · 48' Gordon · 58' Vassell · 81' Kelly | Ergilio Hato Stadium, Willemstad (Curaçao) Sędzia: Sherwin Moore |

| 15 października 2018 | Nikaragua                                         | 6:0   | Anguilla |                                                                             |
| 01:00 CEST           | Moreno 1', 39' · López 4' · Barrera 22', 28', 42' | (6:0) |          | Estadio Eladio Rosabal Cordero, Heredia (Kostaryka) Sędzia: Germán Martínez |

| 17 października 2018 | Kanada                                                                      | 5:0   | Dominika |                                         |
| 01:00 CEST           | David 3' · Hoilett 13' · Cavallini 18' (k.) · Joseph 47' (sam.) · Larin 82' | (3:0) |          | BMO Field, Toronto Sędzia: Oscar Macías |

| 17 października 2018 | Gwadelupa | 0:0   | Aruba |                                                            |
| 02:00 CEST           |           | (0:0) |       | Stade René Serge Nabajoth, Les Abymes Sędzia: Nima Saghafi |

| 17 października 2018 | Saint Lucia  | 1:2   | Haiti                     |                                                                                  |
| 03:15 CEST           | Williams 43' | (1:2) | 13' Mustivar · 33' Hérold | Stade d’Honneur de Dillon, Fort-de-France (Martynika) Sędzia: Trevester Richards |

### Kolejka 3
| 16 listopada 2018 | Grenada                                           | 5:2   | Saint-Martin            |                                                           |
| 23:00 CET         | Charles 15', 21' · Hinkon 40' · Paterson 49', 84' | (3:1) | 45' Joachim · 45' Cocks | Stadion Narodowy, Saint George’s Sędzia: Ricangel de Leça |

| 17 listopada 2018 | Bermudy   | 1:0   | Salwador |                                                     |
| 01:00 CET         | Wells 71' | (0:0) |          | Stadion Narodowy, Hamilton Sędzia: William Anderson |

| 17 listopada 2018 | Aruba | 0:2   | Montserrat                         |                                                                     |
| 02:00 CET         |       | (0:1) | 36' Weir-Daley · 51' Woods-Garness | Ergilio Hato Stadium, Willemstad (Curaçao) Sędzia: Johannes Dolaini |

| 17 listopada 2018 | Belize    | 1:0   | Portoryko |                                                          |
| 03:00 CET         | Casey 31' | (1:0) |           | Isidoro Beaton Stadium, Belmopan Sędzia: Nitzar Sandoval |

| 17 listopada 2018 | Kuba           | 1:0   | Dominikana |                                                     |
| 21:30 CET         | Santa Cruz 84' | (0:0) |            | Estadio Pedro Marrero, Hawana Sędzia: Sherwin Moore |

| 18 listopada 2018 | Jamajka                      | 2:1   | Surinam    |                                                                 |
| 01:00 CET         | Burke 7' · Mattocks 16' (k.) | (2:1) | 36' D. Fer | Montego Bay Sports Complex, Montego Bay Sędzia: Tristley Bassue |

| 18 listopada 2018 | Nikaragua | 0:2 | Haiti                     |                                                          |
| 02:00 CET         |           |     | 12' Cantave · 31' Etienne | Estadio Nacional de Fútbol, Managua Sędzia: Drew Fischer |

| 18 listopada 2018 | Kajmany | 0:0   | Saint Lucia |                                                           |
| 02:00 CET         |         | (0:0) |             | Truman Bodden Stadium, George Town Sędzia: Yadel Martínez |

| 18 listopada 2018 | Turks i Caicos                | 3:2   | Saint Vincent i Grenadyny       |                                                               |
| 21:00 CET         | Forbes 7', 43' · Francois 89' | (2:0) | 86' Sutherland · 88' McBurnette | TCIFA National Academy, Providenciales Sędzia: Charvis Delsol |

| 19 listopada 2018 | Bahamy   | 1:1   | Anguilla   |                                                         |
| 00:00 CET         | Jean 62' | (0:1) | 31' Rogers | Thomas Robinson Stadium, Nassau Sędzia: Germán Martínez |

| 19 listopada 2018 | Barbados                                | 3:0   | Wyspy Dziewicze Stanów Zjednoczonych |                                          |
| 00:00 CET         | Holligan 25' · Sargeant 80' · Harte 89' | (1:0) |                                      | Wildey Turf, Wildey Sędzia: Sergio Reyna |

| 19 listopada 2018 | Saint Kitts i Nevis | 0:1   | Kanada         |                                                                 |
| 01:00 CET         |                     | (0:1) | 44' Hutchinson | Warner Park Sporting Complex, Basseterre Sędzia: Kevin Morrison |

| 20 listopada 2018 | Martynika                                              | 4:2   | Antigua i Barbuda           |                                                             |
| 01:00 CET         | Abaul 12' · Crétinoir 23' · Jougon 25' · Parsemain 43' | (4:1) | 17' Weston · 90+1' Griffith | Stade d’Honneur de Dillon, Fort-de-France Sędzia: Ted Unkel |

| 20 listopada 2018 | Curaçao                                              | 6:0   | Gwadelupa |                                                        |
| 01:00 CET         | Nepomuceno 39', 61' · Hooi 58', 79' · Janga 77', 90' | (1:0) |           | Ergilio Hato Stadium, Willemstad Sędzia: Jaime Herrera |

| 20 listopada 2018 | Sint Maarten | 0:2   | Dominika              |                                                                                    |
| 19:45 CET         |              | (0:1) | 6' Wade · 52' Peltier | Raymond E. Guishard Technical Centre, The Valley (Anguilla) Sędzia: Luis Santander |

| 20 listopada 2018 | Gujana Francuska | 2:1   | Gujana    |                                                                  |
| 23:30 CET         | Haabo 18', 46'   | (1:0) | 59' Danns | Stade Municipal Dr. Edmard Lama, Kajenna Sędzia: Carl-Henry Elie |

| 24 marca 2019 | Brytyjskie Wyspy Dziewicze | 1:2   | Bonaire          |                                                                                    |
| 21:00 CEST    | Wilson 76' (k.)            | (0:1) | 7', 88' Windster | Raymond E. Guishard Technical Centre, The Valley (Anguilla) Sędzia: Kevin Morrison |

### Kolejka 4
| 21 marca 2019 | Brytyjskie Wyspy Dziewicze | 2:2   | Turks i Caicos          |                                                                                  |
| 21:00 CEST    | Ceasar 64' · Wiltshire 83' | (0:0) | 86' Forbes · 87' Dorvil | Raymond E. Guishard Technical Centre, The Valley (Anguilla) Sędzia: Moeth Gaymes |

| 21 marca 2019 | Saint Vincent i Grenadyny            | 2:1   | Bonaire   |                                                         |
| 21:00 CEST    | Windster 77' (sam.) · Cunningham 79' | (0:1) | 37' Koffy | Arnos Vale Stadium, Arnos Vale Sędzia: José Raúl Torres |

| 22 marca 2019 | Anguilla | 0:3   | Wyspy Dziewicze Stanów Zjednoczonych |                                                                          |
| 21:00 CEST    |          | (0:2) | 15' Mack · 26' Pierre · 86' Dennis   | Raymond E. Guishard Technical Centre, The Valley Sędzia: Tristley Bassue |

| 23 marca 2019 | Saint Lucia                      | 3:2   | Aruba                  |                                                                  |
| 00:00 CEST    | Macfarlane 38', 62' · Joseph 67' | (1:0) | 53' John · 90+2' Gross | Sir Vivian Richards Stadium, North Sound Sędzia: Sherwin Johnson |

| 23 marca 2019 | Kajmany    | 1:2   | Montserrat                           |                                                |
| 01:30 CEST    | Ebanks 49' | (0:1) | 40' (k.) Clifton · 66' Woods-Garness | Ed Bush Stadium, West Bay Sędzia: Sergio Reyna |

| 23 marca 2019 | Dominika                                | 4:0   | Bahamy |                                          |
| 20:30 CEST    | Wade 24', 35' · Joseph 30' · Thomas 85' | (3:0) |        | Windsor Park, Roseau Sędzia: Raúl Castro |

| 23 marca 2019 | Sint Maarten                                        | 4:3   | Saint-Martin                                 |                                                                         |
| 21:00 CEST    | Cocks 10' (sam.) · Lake 23', 59' · Boelijn 30' (k.) | (3:1) | 11' Arrondell · 52' Cocks · 80' (k.) Dupalus | Raymond E. Guishard Technical Centre, The Valley Sędzia: Charvis Delsol |

| 24 marca 2019 | Antigua i Barbuda          | 2:1   | Curaçao       |                                                                    |
| 00:00 CEST    | Osbourne 1' · Benjamin 49' | (1:1) | 37' Kastaneer | Sir Vivian Richards Stadium, North Sound Sędzia: Randy Encarnación |

| 24 marca 2019 | Surinam                     | 2:0   | Saint Kitts i Nevis |                                                                         |
| 00:30 CEST    | Rijssel 38' · Comvalius 71' | (1:0) |                     | André Kamperveen Stadion, André Kamperveen Stadion Sędzia: Erick Lezama |

| 24 marca 2019 | Gujana                        | 2:1   | Belize     |                                                                      |
| 00:30 CEST    | Danns 26' (k.) · Welshman 43' | (2:1) | 25' Kuylen | Synthetic Track and Field Facility, Leonora Sędzia: Ricangel de Leca |

| 24 marca 2019 | Gwadelupa | 0:1   | Martynika   |                                                              |
| 02:00 CEST    |           | (0:0) | 63' Jobello | Stade René Serge Nabajoth, Les Abymes Sędzia: Ismael Cornejo |

| 24 marca 2019 | Salwador                      | 2:0   | Jamajka |                                                       |
| 04:00 CEST    | Bonilla 49' · Lowe 85' (sam.) | (0:0) |         | Estadio Cuscatlán, San Salvador Sędzia: Juan Calderón |

| 24 marca 2019 | Portoryko | 0:2   | Grenada                   |                                                                 |
| 22:00 CEST    |           | (0:1) | 27' German · 74' Paterson | Juan Ramón Loubriel Stadium, Bayamón Sędzia: Trevester Richards |

| 24 marca 2019 | Dominikana | 1:3   | Bermudy                            |                                                                       |
| 23:00 CEST    | Peña 3'    | (1:1) | 15' Lewis · 64' Wells · 74' Donawa | Estadio Cibao, Santiago de los Caballeros Sędzia: Patrick Senecharles |

| 25 marca 2019 | Kanada                                       | 4:1   | Gujana Francuska |                                                   |
| 00:00 CEST    | Hoilett 12' · Cavallini 39', 50' · David 41' | (3:1) | 26' Rimane       | BC Place Stadium, Vancouver Sędzia: Diego Montaño |

| 25 marca 2019 | Haiti                    | 2:1   | Kuba         |                                                                         |
| 00:30 CEST    | Nazon 26' · Lafrance 87' | (1:0) | 61' Paradela | Stade Sylvio Cator, Stade Sylvio Cator Sędzia: Walter López Castellanos |

| 25 marca 2019 | Barbados | 0:1   | Nikaragua   |                                        |
| 02:00 CEST    |          | (0:0) | 65' Barrera | Wildey Turf, Wildey Sędzia: Reon Radix |